# Quadricrura bicornis
Quadricrura bicornis är en svampart som beskrevs av Kaz. Tanaka, K. Hirayama & H. Yonez. 2009. Quadricrura bicornis ingår i släktet Quadricrura och familjen Tetraplosphaeriaceae.   Inga underarter finns listade i Catalogue of Life.